# 1999 WS1
1999 WS1 är en asteroid i huvudbältet som upptäcktes den 25 november 1999 av den kroatiska astronomen Korado Korlević vid Višnjan-observatoriet.
Asteroiden har en diameter på ungefär 7 kilometer.